# Montes de la Tolfa
Los Montes de la Tolfa (en italiano, Monti della Tolfa) son una serie de colinas de origen volcánico no muy altas que forman parte de los Antiapeninos del Lacio septentrional, Italia central. Están delimitados por el Oeste y el Sur por la costa tirrena comprendida entre Civitavecchia y Santa Severa, al Este  por los Montes Sabatinos y al Norte por el río Mignone y los Montes Ciminos.

## Montañas
El pico más alto es el Monte della Grazie, con 616 m s. n. m., en la zona entre Tolfa y Allumiere. Los Montes de la Tolfa están formados en su mayor parte por piedras de traquita de intensos fenómenos volcánicos del Eoceno y principios del Pleistoceno en la zona. Son particularmente importantes las reservas de alunita, un mineral descubierto aquí en el siglo XV, y que se ha extraído ampliamente desde entonces.
Además del Monte delle Grazie, los relieves más altos son:
- Monte Tolfaccia (579 m) al sur de Tolfa;
- Monte Cuoco (559 m) en la zona occidental;
- Monte Saccicari (526 m) en la zona septentrional;
- Monte Acqua Tosta (520 m) en la zona sureste;
- Monte Turco (450 m) en la zona este
- Monte Paradiso (327 m) y Monte Quartaccio (344 m) en la zona sur.

## Ríos
Los ríos que atraviesan el territorio, y que desembocan en el mar Tirreno, son, siguiendo el litoral de Norte hacia el Sur:
- Río Mignone
- Fosso del Marangone
- Fosso de Castelsecco;
- Río Fiume

De estos los más importantes son el Mignone y el río Fiume. El Mignone nace en los montes Sabatinos, y atraviesa el territorio de los montes de la Tolfa de este a oeste marcando el límite septentrional de estos. El río Fiume nace de la confluencia de numerosos torrentes que fluyen en la zona comprendida entre el Monte Tolfaccia y el Monte Acqua Tosta.

## ZEPA
Los montes de la Tolfa se encuentran en la Zona de especial protección para las aves (ZPS) en italiano del Comprensorio meridionale dei Monti della Tolfa (Sitio IT6030005) que ocupa una superficie de cerca de 11.524 hectáreas en los términos de los municipios de Allumiere, Tolfa, Santa Marinella  y Civitavecchia.